# Vrouwenmarathon van Tokio 2001
De Vrouwenmarathon van Tokio 2001 was een marathon voor eliteloopsters op zondag 18 november 2001. In deze tiende editie van de Tokyo International Marathon kwam de Ethiopische Derartu Tulu als eerste over de streep in 2:25.08.

## Uitslagen
| rang   | naam                | land | tijd    |
| ------ | ------------------- | ---- | ------- |
| Goud   | Derartu Tulu        | ETH  | 2:25.08 |
| Zilver | Irina Timofejeva    | RUS  | 2:25.29 |
| Brons  | Bruna Genovese      | ITA  | 2:25.35 |
| 4      | Constantina Dita    | ROU  | 2:26.39 |
| 5      | Malgorzata Sobanska | POL  | 2:27.01 |
| 6      | Junko Akagi         | JPN  | 2:28.13 |
| 7      | Ikuyo Goto          | JPN  | 2:28.22 |
| 8      | Yoshiko Ichikawa    | JPN  | 2:29.18 |
| 9      | Naomi Sakashita     | JPN  | 2:30.29 |
| 10     | Yuko Arimori        | JPN  | 2:31.00 |
| 11     | Junko Kataoka       | JPN  | 2:34.13 |
| 12     | Tomoe Abe           | JPN  | 2:34.17 |
| 13     | Mio Kiuchi          | JPN  | 2:34.34 |
| 14     | Hiroko Kinuki       | JPN  | 2:35.09 |
| 15     | Jackline Cherotich  | KEN  | 2:38.24 |
| 16     | Hideko Yoshimura    | JPN  | 2:40.51 |
| 17     | Yoshimi Hoshino     | JPN  | 2:41.55 |
| 18     | Shireen Crumpton    | NZL  | 2:42.48 |
| 19     | Chisato Kataoka     | JPN  | 2:44.37 |
| 20     | Junko Maeda         | JPN  | 2:45.13 |
| 21     | Kaori Shinjo        | JPN  | 2:45.13 |
| 22     | Harumi Matsumoto    | JPN  | 2:45.53 |
| 23     | Norimi Sakurai      | JPN  | 2:47.25 |
| 24     | Hiromi Azuma        | JPN  | 2:48.14 |
| 25     | Wilma Guerra        | ECU  | 2:49.02 |

Tokyo International Marathon (alleen mannen)

1981 · 1982 · 1983 · 1984 · 1985 · 1986 · 1987 · 1988 · 1989 · 1990 · 1991 · 1992 · 1993 · 1994 · 1995 · 1996 · 1997 · 1998 · 1999 · 2000 · 2001 · 2002 · 2003 · 2004 · 2005 · 2006

Tokyo International Women's Marathon (alleen vrouwen)

1979 · 1980 · 1981 · 1982 · 1983 · 1984 · 1985 · 1986 · 1987 · 1988 · 1989 · 1990 · 1991 · 1992 · 1993 · 1994 · 1995 · 1996 · 1997 · 1998 · 1999 · 2000 · 2001 · 2002 · 2003 · 2004 · 2005 · 2006 · 2007 · 2008

Tokyo Marathon (beide)

2007 · 2008 · 2009 · 2010 · 2011 · 2012 · 2013 · 2014 · 2015 · 2016 · 2017 · 2018 · 2019 · 2020 · 2021 · 2022 · 2023 · 2024